# Faustynów (Gmina Zelów)
Faustynów (česky Faustynov) je vesnička založena českými evangelíky. Nachází se v Polsku 12 km jihozápadně od Zelova a 50 km od Lodže. K 31. březnu 2011 zde žilo 56 osob.

## Historie

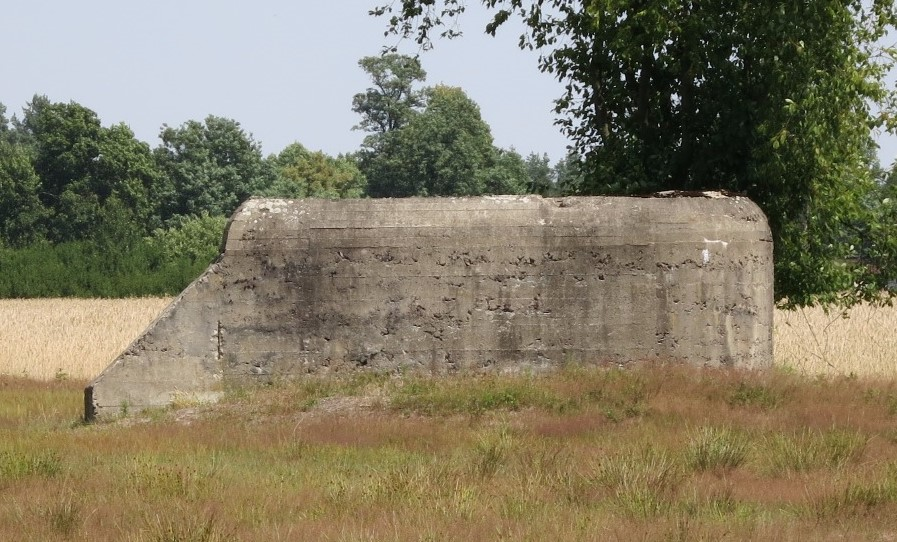
Bunkr z „mokrého konce“ Faustynova. Rok 2015

Faustynov byl založen na území carského Ruska v roce 1841 dvaceti třemi rodinami potomků českých exulantů doby pobělohorské. Tyto rodiny, čítající asi 100 osob, sem přišly z pruského Slezska, odkud byl i první rychtář Faustynova Jan Šrajbr, původem z Friedrichova Tábora. Budoucí osadníci si koupili od Faustyny, rozené Łyskowské, zalesněné pozemky poblíž českého Zelova. Po zemědělské rekultivaci místa byla nová vesnice nazvána podle jména původní majitelky. Současně s vesnicí byl založen český evangelický hřbitov, naplánována modlitebna a škola. Ačkoliv úředně schválení učitelé působili ve Faustynově od roku 1850 (Karel Kulhavý), škola byla postavena až v roce 1870. Kromě nevýnosného zemědělství bylo zdrojem příjmů obyvatel Faustynova tkalcování, kopání rašeliny a její prodej. Už koncem padesátých let 19. století si mladí lidé z Faustynova hledali snazší možnosti obživy na Volyni, kde vznikaly nové české osady. V roce 1864 jel faustynovský kantor Josef Pojman do ruského vnitrozemí, aby našel vhodné místo, kam by se všichni Faustynovští přestěhovali, ale z plánů sešlo. V roce 1921 bylo ve Faustynově 36 domů a 257 obyvatel. Po vzniku Československa se 33 českých rodin přihlásilo repatriační komisi se zájmem o návrat do vlasti. Zklamáni nezdařeným výsledkem někteří mladí muži zůstali ve Francii, kde v té době pracovali v uhelných dolech. Na počátku 2. světové války byla česká škola a domy na „mokrém konci“ Faustynova vypáleny. Připomínkou válečných událostí jsou čtyři nikdy nepoužité polské betonové bunkry stojící poblíž obytných domů. V roce 1945 žilo ve Faustynově 32 českých rodin, většina z nich se vrátila do Československa.

## Osobnosti
Vlastimil Pospíšil (26. prosince 1931 – 12. října 2017), místní rodák, kazatel, autor tří básnických sbírek Květy víry, Pašije a Květy naděje, dále prózy Ráchel a Návrat domů. V knize Návrat domů (2003, Exulant) popisuje situaci a život ve Faustynově do roku 1945 včetně následné reemigrace české menšiny do pohraničí Československa.